# 胡國鑑
胡國鑑（？—？），號曜寰，直隸寧國府宣城縣人，明朝政治人物。

## 生平
萬曆十六年（1588年）戊子科應天鄉試舉人。萬曆二十年（1592年），登壬辰科第三甲第五十名進士，工部觀政，二十三年授行人，二十四年丁憂。二十六年補原职，二十八年陕西主考，三十二年升禮部主事，三十四年升员外郎，三十五年調吏部验封司员外郎，三十六年升本司郎中，本年給假。三十九年調南京禮部儀制司郎中，卒。

## 家族
曾祖胡仲璋；祖父胡友祿；父胡世冕。